# アギス1世
アギス1世（古希: ἌγιςΑ'、古代ギリシア語ラテン翻字: Agis I、在位：紀元前930年 - 紀元前900年）は伝説上のスパルタ王で、アギス朝（アギアダイ）の名祖である。
アギス1世は先代の王エウリュステネスの子であり、次代の王エケストラトスの父である。アギスは歴史というよりはむしろ神話の人物である。彼がエウリュステネスによって認められた権利を減らそうとしたことに対して住民が抵抗したため、彼はヘロスを占領し、彼らを鎮圧した。こうして、彼らにはヘロットという農奴階級の名が与えられた。また、彼の治世にはポリスとデルフォスの下でクレタに、グラスの指導の下でアイオリス地方への植民が行われ、またパトレウスの指導の下でアカイアに都市を建設した。

## 註
1. ↑  ヘロドトス, VII. 204
2. ↑  パウサニアス, III. 1. 2